# Quelle brave ragazze...
Quelle brave ragazze... è stato un programma televisivo italiano, spin-off di Unomattina Estate, in onda nelle estati 2017 e 2018 su Rai 1 e condotto da Arianna Ciampoli, Valeria Graci, Veronica Maya e Mariolina Simone.

## Il programma
Il programma è andato in onda dopo Unomattina Estate e dopo il TG1 delle 09:55 con tanti ospiti del mondo dello spettacolo e della salute con cui le quattro conduttrici hanno parlato di vari temi leggeri. Nella prima edizione il lunedì, il mercoledì e il venerdì Savino Zaba ha condotto all'interno del programma l'anti-talent EntreRai, una parodia dei talent show per entrare ipoteticamente in Rai, dai giardini degli studi di Saxa Rubra: in ogni "puntata" si sono presentate due persone che hanno sfidato, una con il colore verde e l'altra con il rosso. Le quattro conduttrici, e talvolta qualche ospite in studio, hanno votato con una paletta con un bollino da una parte verde e dall'altra rosso per scegliere il vincitore. Nella seconda edizione il programma è andato in onda fino alle 11:25, allungandosi di circa 20 minuti rispetto alla stagione precedente.

## Edizioni
| Edizione | Inizio         | Fine             | Conduttrici      | Conduttrici   | Conduttrici      | Conduttrici   | Co-conduttori |
| -------- | -------------- | ---------------- | ---------------- | ------------- | ---------------- | ------------- | ------------- |
| 1        | 12 giugno 2017 | 8 settembre 2017 | Arianna Ciampoli | Valeria Graci | Mariolina Simone | Veronica Maya | Savino Zaba   |
| 2        | 4 giugno 2018  | 7 settembre 2018 | Arianna Ciampoli | Valeria Graci | Mariolina Simone | Veronica Maya | Nessuno       |

## Audience
| Edizione | Rete televisiva | Anno | Stagione | Orario     | Durata    | Programmazione | Programmazione | Programmazione | Programmazione | Programmazione | Programmazione | Programmazione | Telespettatori | Share  |
| Edizione | Rete televisiva | Anno | Stagione | Orario     | Durata    | L              | M              | M              | G              | V              | S              | D              | Telespettatori | Share  |
| -------- | --------------- | ---- | -------- | ---------- | --------- | -------------- | -------------- | -------------- | -------------- | -------------- | -------------- | -------------- | -------------- | ------ |
| 1ª       | Rai 1           | 2017 | estate   | 9:55-11:05 | 70 minuti |                |                |                |                |                |                |                | 588.000        | 13,61% |
| 2ª       | Rai 1           | 2018 | estate   | 9,55-11,25 | 90 minuti | 672.000        | 13,97%         |                |                |                |                |                |                |        |